# Taxa interna de rendibilitat
La taxa interna de rendibilitat o taxa interna de retorn (acrònim: TIR) (en anglès: internal rate of return; IRR) mesura la rendibilitat al venciment d'una inversió en forma de taxa anual. Donat que la TIR és una mesura molt senzilla de calcular, ha esdevingut un mètode molt popular de selecció d'inversions. Se l'anomena rendibilitat al venciment perquè permet comparar entre diferents projectes d'inversió de durada -venciment- diferent, determinant una mesura estàndard que informa de quina serà la rendibilitat al final del projecte, al venciment. Definida en termes de direcció financera, la taxa interna de rendibilitat (TIR) és aquella taxa d'interès «r» que fa que el valor actual net (VAN) d'un projecte d'inversió sigui igual a 0. La denominació «interna» es refereix a la seva principal virtut, i alhora limitació, perquè es refereix al fet que no té en compte factors externs (p.e., el tipus d'interès oficial -cost d'oportunitat del capital- o la inflació).

## Necessitat de la TIR
Donat un projecte d'inversió «A» que requereixi un desemborsament inicial de 100.000 €, i que al cap d'un any em retorna 110.000 €, és a dir, que té un retorn net de 10.000 €, la rendibilitat d'aquesta inversió haurà estat del 10%. Comparat amb projecte d'inversió alternatiu «B», que requereixi un desemborsament inicial de 100.000 €, i que al cap d'un any em retorna 105.000 €, és a dir, que tingui un retorn net de 5.000 €, la rendibilitat d'aquest segon projecte és del 5%. Si s'ha d'escollir entre els dos, el primer projecte (10%) és, òbviament, preferible al segon (5%).
{\displaystyle Rendibilitat={\frac {Retorn~net~(en~1~any)}{Inversi{\acute {o}}}}={\frac {110.000~\mathrm {\euro} -100.000~\mathrm {\euro} }{100.000~\mathrm {\euro} }}={\frac {10.000~\mathrm {\euro} }{100.000~\mathrm {\euro} }}=0,10=10\%}
{\displaystyle Rendibilitat={\frac {Retorn~net~(en~1~any)}{Inversi{\acute {o}}}}={\frac {105.000~\mathrm {\euro} -100.000~\mathrm {\euro} }{100.000~\mathrm {\euro} }}={\frac {5.000~\mathrm {\euro} }{100.000~\mathrm {\euro} }}=0,05=5\%}

Ara bé, la necessitat de calcular la TIR sorgeix d'una banda quan un projecte d'inversió té retorns -fluxos de caixa-, no només al cap d'un any, sinó al llarg de diversos anys, de manera que calcular la rendibilitat ja no és un càlcul ràpid i immediat; i en segon lloc, quan cal determinar una mesura estàndard, una taxa anual, per poder fer comparacions entre diferents projectes que poden durar diferents anys i tenir retorns anuals -fluxos de caixa- diferents. Per exemple, la primera pregunta que soluciona la TIR és quina és la rendibilitat del següent projecte d'inversió, que requereix un desemborsament inicial de 100.000 € i que dona retorns -fluxos de caixa- al llarg de diversos anys?
| Projecte d'inversió «C» | -100.000 € | +20.000 € | +5.000 | +17.000 | +90.000 |

La segona pregunta que soluciona la TIR és quin dels dos projectes d'inversió té una rendibilitat major, és a dir, quin s'ha d'escollir?
| Projecte d'inversió «C» | -100.000 € | +20.000 € | +5.000 € | +17.000 € | +90.000 € |
| Projecte d'inversió «D» | -20.000 €  | +1.000 €  | +5.000 € | +20.000 € |           |

## Càlcul de la TIR
La TIR es calcula molt fàcilment utilitzant un full de càlcul tipus excel. La fórmula que hi ha al darrere parteix d'un projecte d'inversió amb la següent estructura general:
| -D0 | F1 | F₂ | F₃ | ... | Fn |

On:
- -D0 és el desemborsament inicial
- F1, F₂, F₃...Fn són els fluxos de caixa anuals del projecte d'inversió

Aleshores, la taxa interna de rendibilitat és, de manera general, una taxa r que permet solucionar l'equació següent:
{\displaystyle 0=-D_{0}+{\frac {F_{1}}{(1+r)^{1}}}+{\frac {F_{2}}{(1+r)^{2}}}+{\frac {F_{3}}{(1+r)^{3}}}+...+{\frac {F_{n}}{(1+r)^{n}}}}
En els exemples:
{\displaystyle ProjecteA;0=-100.000+{\frac {110.000}{(1+r)^{1}}}}
{\displaystyle ProjecteB;0=-100.000+{\frac {105.000}{(1+r)^{1}}}}
{\displaystyle ProjecteC;0=-100.000+{\frac {20.000}{(1+r)^{1}}}+{\frac {5.000}{(1+r)^{2}}}+{\frac {17.000}{(1+r)^{3}}}+{\frac {90.000}{(1+r)^{4}}}}
{\displaystyle ProjecteD;0=-20.000+{\frac {1.000}{(1+r)^{1}}}+{\frac {5.000}{(1+r)^{2}}}+{\frac {20.000}{(1+r)^{3}}}}

En el cas dels projectes «A» i «B», amb àlgebra bàsica es calcula la taxa r, la TIR; en els projectes «C» i «D» caldria fer iteracions (anar fent proves fins que es troba el resultat), de manera que hom utilitza senzillament una calculadora científica amb la fórmula programada, o bé un full de càlcul tipus excel; els resultats són els següents:
| r = TIR del projecte «A» = | 10%    |
| r = TIR del projecte «B» = | 5%     |
| r = TIR del projecte «C» = | 8,81%  |
| r = TIR del projecte «D» = | 10,14% |

En primer lloc la TIR ha permès calcular la rendibilitat de projectes que duren diversos anys; lògicament, si el projecte tan sols dura un any, el resultat de la TIR ha de coincidir amb el resultat que dona la fórmula de la rendibilitat; la TIR dels projectes «A» i «B» és un 10% i un 5% respectivament, i la TIR dels projectes «C» i «D» és un 8,81% i un 10,14% respectivament. En segon lloc, si es compara la TIR del projecte «C» respecte del projecte «A», la TIR ha revelat que malgrat que en termes absoluts el projecte «C» dona 32.000 € nets (-100.000+20.000+5.000+17.000+90.000=+32.000), i el projecte «A» només dona 10.000 € nets, el projecte «A» és preferible al «C». Això es deu al fet que la TIR és una mesura estàndard, un taxa anual, que mesura quina és la rendibilitat en 1 any independentment de quants anys duri el projecte. La TIR permet comparar entre diferents projectes d'inversió, amb fluxos de caixa diferents, i amb duracions diferents, i els posa tots en una mateixa escala, de manera que amb la TIR, la taxa anual, podem comparar-los. Havent descobert que la TIR de «A» és més alta que la de «C», allò que cal fer és repetir successivament la inversió en «A» durant 4 anys, de manera que al final dels 4 anys, en termes absoluts, haurem obtingut 40.000 € nets. En l'exemple es mostra finalment que la TIR de «D» és la més alta de totes, de manera que aquest és el millor de tots els projectes d'inversió, el que ofereix una rendibilitat major, és a dir, el que treu més partit del capital que s'hi ha invertit.

## Concepte de la TIR
Utilitzant conceptes de direcció financera, la taxa interna de rendibilitat (TIR) és la taxa d'interès r que fa que el valor actual net (VAN) d'un projecte d'inversió sigui igual a 0. Dit d'una altra manera, és la taxa d'interès que iguala el preu d'un projecte d'inversió amb els seus fluxos de caixa.
```

  

    

      

        
V

        
A

        
N

        
=

        
−

        
I

        
o

        
+

        

          
∑

          

            
t

            
=

            
1

          

          

            
n

          

        

        

          

            

              
C

              

                
t

              

            

            

              
(

              
1

              
+

              
T

              
I

              
R

              

                
)

                

                  
t

                

              

            

          

        

        
=

        
0

      

    

    
{\displaystyle VAN=-Io+\sum _{t=1}^{n}{\frac {C{t}}{(1+TIR)^{t}}}=0}

  

```

On:
- VAN és el valor actual net
- I0 és la inversió inicial (en el moment t=0)
- Ct és el flux de caixa anual (en cada moment t=t)
- t és el nombre d'anys

### La TIR com a criteri d'inversió
La TIR dona un criteri estàndard a fi de comparar, fer una ordenació, entre diferents i diversos projectes d'inversió. Ara bé, abans d'engegar un projecte d'inversió cal tenir present el cost d'oportunitat del capital. Per molt que hom calculi la TIR de tres projectes d'inversió, essent aquestes per exemple un 2%, un 2,75% i un 3%, i veient que el projecte que li ofereix un TIR del 3% és preferible als altres dos, si per altra banda el banc li ofereix un dipòsit al 5%, hom no seria molt intel·ligent si retirés el capital del banc i l'invertís en el projecte d'inversió que li ofereix només un 3%. De manera general, donat un cost d'oportunitat del capital -el tipus d'actualització del valor actual net- i, i calculada una taxa interna de rendibilitat r, el criteri lògic d'inversió seria el següent:
1. Si r > i, serà interessant realitzar el projecte d'inversió.
2. Si r = i, serà indiferent realitzar o no el projecte d'inversió.
3. Si r < i, no serà interessant realitzar el projecte d'inversió.

En conclusió, donats diversos projectes d'inversió, només es pararà atenció a aquells que superin el topall mínim -el cost d'oportunitat del capital-, i d'entre els que el superin, s'escollirà aquell que ofereix una rendibilitat al venciment -TIR o Taxa interna de rendibilitat- major.

### Límits de la TIR
- Límit del criteri d'acceptació o rebuig: El criteri general només és cert si el projecte és del tipus "prestar", és a dir, si els primers fluxos de caixa són negatius i els següents positius. Si el projecte és del tipus "manllevar" (amb fluxos de caixa positius al principi i negatius després), la decisió d'acceptar o rebutjar un projecte es pren just al revés:

1. Si r > i, no serà interessant realitzar el projecte d'inversió. La rendibilitat que ens està requerint aquest préstec és major que el nostre cost d'oportunitat.
2. Si r = i, serà indiferent realitzar o no el projecte d'inversió.
3. Si r < i, serà interessant realitzar el projecte d'inversió.

- Comparació de projectes excloents: dos projectes són excloents si solament es pot dur a terme un d'ells. Generalment, l'opció d'inversió amb la TIR més alta és la preferida, sempre que els projectes tinguin el mateix risc, la mateixa durada i la mateixa inversió inicial. Si no, caldrà aplicar el criteri de la TIR dels fluxos incrementals.
- Projectes especials, també anomenat el problema de la inconsistència de la TIR. Són projectes especials aquells que en la seva sèrie de fluxos de caixa hi ha més d'un canvi de signe. Com a conseqüència la fórmula dona com a resultat, no una única TIR, sinó tantes TIR com canvis de signe hi ha a la sèrie de fluxos de caixa. Això complica l'ús del criteri de la TIR per saber si acceptar o rebutjar la inversió. Per solucionar aquest problema s'ha d'emprar la TIR modificada.